# Musalia Mudavadi
Wycliffe Musalia Mudavadi (Sabatia, 21 de setembro de 1960) é um político queniano e economista de terras que atua como Primeiro Secretário de Gabinete do Quênia. Até outubro de 2022, foi também líder partidário do Amani National Congress (ANC), um dos partidos políticos fundadores, da aliança Kenya Kwanza. Ele atuou como 7º vice-presidente do Quênia em 2002 e vice-primeiro-ministro (2008–2012), quando renunciou para disputar a presidência nas eleições gerais do Quênia em 2013 e emergiu em terceiro lugar. Ele foi vice-líder partidário do Movimento Democrático Laranja (ODM) (2005–2012) e líder partidário do Partido do Fórum Democrático Unido (UDF) de maio de 2012 a julho de 2015.

## Infância e educação
Mudavadi, foi criado em uma família de denominação cristã Quaker. Ele é do dialeto étnico Maragoli, um extrato da populosa comunidade Luhya do oeste do Quênia. Depois de seu falecido pai Moses S. B. Mudavadi, ele é o único outro político queniano que não jura porque sua fé o proíbe.
Mudavadi estudou na Escola Primária de Nairobi, depois Jamhuri e Escola de Nairobi e a Universidade de Nairóbi. Ele obteve um diploma de Bacharel em Artes (Economia da Terra). Para esportes, ele jogou rugby como ala em sua escola e universidade Mean Machine RFC.

## Carreira política

### Carreira no governo
Mudavadi, tornou-se pela primeira vez um Membro do Parlamento em 1989 quando foi eleito sem oposição em uma eleição parcial para ocupar o assento por Sabatia vago por seu falecido pai Moses Mudamba Mudavadi. Ele ganhou a cadeira nas 1992 e 1997 eleições gerais.
Mudavadi serviu como Ministro para Suprimentos e Marketing (1989 - 1993), Finanças (1993 - 1997), Agricultura (1997 - 1999), Transportes, Comunicações e Informação (2000 - 2002). Além disso, atuou como vice-presidente (2002) e também vice-primeiro-ministro e ministro do governo local da República do Quênia (2008 - 2013).

### Eleição de 2002
No final de 2002, Mudavadi foi o último e mais curto mandato do vice-presidente do Quênia sob o comando do presidente Daniel arap Moi. Mudavadi concorreu como companheiro de chapa de Uhuru Kenyatta nas eleições de 2002. Apesar do apoio do atual Presidente Moi, a chapa Kenyatta/Mudavadi foi derrotada por Kibaki/Wamalwa e Mudavadi perdeu sua cadeira parlamentar em Sabatia.

### Referendo de 2005
Em 2005, Mudavadi fez um retorno político ao ingressar no Partido Liberal Democrático (LDP) de Raila Odinga e aliar-se ao lado do 'Não' no referendo daquele ano sobre a nova Constituição proposta em meio a especulações de que ele era definido para se tornar o principal político de Luhya.

### Eleição de 2007
Após o referendo de 2005, o lado “Não” formou o Orange Democratic Movement- Kenya (ODM-K). Mas após a divisão ODM-K, Mudavadi juntou-se ao Orange Democratic Movement (ODM), onde ascendeu a Vice-Líder do Partido. Em 2007, Mudavadi buscou a nomeação do candidato do ODM para as eleições presidenciais de dezembro de 2007. Em 1º de setembro de 2007, Mudavadi ficou em segundo lugar com 391 votos contra 2.656 votos de Odinga em um processo de nomeação disputado. No entanto, junto com os outros candidatos derrotados, Mudavadi apoiou Odinga e Mudavadi foi nomeado companheiro de chapa de Odinga para a eleição.
Embora a eleição tenha sido oficialmente vencida por Kibaki, ODM contestou os resultados oficiais e reivindicou a vitória para Odinga. Uma violenta crise pós-eleitoral se desenvolveu, o que acabou levando à assinatura de um acordo de compartilhamento de poder (Acordo Nacional) entre Kibaki e Odinga. Como parte do governo de grande coalizão, Mudavadi foi nomeado vice-primeiro-ministro e ministro do governo local em 13 de abril de 2008. Ele era o vice-primeiro-ministro representando o ODM, enquanto Kenyatta era o vice-primeiro-ministro representando o Partido de Unidade Nacional] de Kibaki. Mudavadi e o restante do Gabinete foram empossados em 17 de abril de 2008.

## Eleições Presidenciais

### Eleições Gerais de 2013
Em 2012, Musalia Mudavadi buscou a nomeação do ODM para ser seu candidato presidencial para as eleições gerais de 2013. Mais tarde, ele fugiu do ODM por falta de liberdade política no partido. Ele disse que os mecanismos políticos ilegais/inconstitucionais colocados em seu caminho tornaram impossível para qualquer outro aspirante buscar uma nomeação presidencial livre e justa com sucesso.
Mudavadi deixou o ODM depois de ter sido tecnicamente impedido de concorrer à indicação por meio de uma cláusula da constituição do partido que dava ao líder do partido uma indicação direta como candidato presidencial. Musalia, no entanto, recusou-se a renunciar ao cargo de vice-primeiro-ministro da República do Quênia, alegando que o cargo era público e não partidário. Mais tarde, ele assumiu o Partido da Frente Democrática Unida (UDF) e tornou-se seu porta-bandeira para a eleição presidencial.
Resumidamente, ele se juntou a Uhuru Kenyatta e William Ruto para formar a Jubilee Coalition reunindo os partidos UDF, URP e TNA. No entanto, Mudavadi deixou a coalizão após uma quebra de contrato que declarava que Uhuru Kenyatta renunciaria em seu favor como porta-bandeira presidencial da coalizão Jubileu UDF/TNA/URP. Uhuru surpreendeu a nação ao admitir que realmente assinou o acordo, mas culpou as "forças das trevas" por sua decisão de renegar, mas a quebra do acordo resultou de uma objeção feroz dos apoiadores de Uhuru, insistindo que ele deveria estar na cédula presidencial. Mas antes, Uhuru havia insistido que as indicações deveriam ser feitas por votação dos delegados do partido. Mudavadi objetou dizendo que o candidato conjunto havia sido acordado por consenso e que os parceiros da Jubilee Coalition eram novos e não tinham delegados genuínos selecionados por meio de eleições populares. Mudavadi fez uma corrida solo na UDF e ficou em terceiro lugar na disputa, pela liderança máxima do país naquela eleição.

### Eleições Gerais de 2017
Após as eleições de 2013, elementos dentro da UDF iniciaram um esquema perturbador para hipotecar o partido à governante Jubilee Coalition. Em julho de 2015, Mudavadi abandonou a UDF, que posteriormente foi dissolvida. Ele formou o Amani National Congress (ANC) que o levaria à corrida presidencial em 2017. Ciente da configuração das eleições quenianas, Mudavadi formou a National Super Alliance (NASA) coalizão e convidou o trio CORD de ODM's Raila Odinga, Wiper's Kalonzo Musyoka e Ford-Quênia Moses Wetang'ula para participar. A NASA escolheu Odinga como seu candidato presidencial. Mudavadi foi o único diretor da NASA a não se candidatar a um cargo eletivo nas eleições gerais de 2017 ao se contentar com o cargo de presidente de campanha da NASA.

### Eleições Gerais de 2022
Após as eleições gerais de 2017, o candidato presidencial da NASA, Raila Odinga, decidiu prestar juramento. Mudavadi recusou-se a fazer parte do juramento, declarando-o inconstitucional.Em 9 de março de 2018, Odinga havia assinado um armistício com o presidente Uhuru Kenyatta. Desde 2018, Mudavadi optou por permanecer na oposição.
Em março de 2021, Mudavadi alinhou-se estrategicamente com os outros dois diretores da NASA Kalonzo Musyoka e Moses Wetang'ula e o presidente da KANU Gideon Moi. para formar o One Kenya Aliança (OKA).
Mudavadi apoiou a candidatura presidencial do vice-presidente William Ruto e eles venceram as eleições gerais de 9 de agosto de 2022 contra Raila Odinga, que teve o apoio do atual presidente Uhuru Kenyatta, com maioria sob o Kenya Kwanza Alliance (KKA) que ele formou enquanto ainda estava na OKA.[carece de fontes?]
Em 27 de setembro de 2022, o presidente William Ruto emitiu e assinou uma ordem executiva presidencial estabelecendo o cargo de Primeiro Secretário de Gabinete da República do Quênia, e indicou Mudavadi para o cargo. Durante o discurso ao vivo do presidente Ruto à nação, ele afirmou que o Gabinete do Primeiro Secretário de Gabinete (PCS) é o cargo mais sênior no braço executivo do governo depois do Presidente e Vice-presidente. Lama avadi foi oficialmente empossado como PCS em State House, Quênia, em 27 de outubro de 2022.

## Escândalos e Integridade

### Escândalo do plano de Graves
Em março de 2010, o vice-primeiro-ministro Musalia Mudavadi enfrentou uma investigação da Comissão Anticorrupção do Quênia (KACC) sobre uma fraude de sh283 milhões em terrenos de cemitérios. Funcionários da KACC disseram que a fraude envolveu a Câmara Municipal de Nairóbi comprando terras avaliadas em Sh24 milhões por quase Sh300 milhões. Mudavadi protestou sua inocência e disse que KACC estava sendo injusto ao acusá-lo sem lhe dar a chance de ser ouvido. Em junho de 2020, de acordo com os autos do tribunal relatados pelo Daily Nation, Mudavadi não se beneficiou do acordo de terras do cemitério, portanto, não foi culpado no escândalo. Posteriormente, descobriu-se que Mudavadi não recebeu nenhum dinheiro do escândalo nem estava envolvido de forma alguma na conspiração para fraudar.

### Lista negra LSK
Em janeiro de 2012, a Law Society of Kenya (LSK) listou Mudavadi como um dos funcionários públicos mencionados negativamente em vários relatórios sobre questões que vão desde corrupção a crimes econômicos. O LSK aconselhou os eleitores a não votarem nos mencionados no relatório, pois já haviam sido comprometidos. De acordo com a LSK, a época em que Mudavadi foi colocado na lista negra foi uma época de acusações veladas contra a administração de Kibaki funcionários como o ex-presidente Mwai Kibaki, William Ruto, Charity Ngilu, mas sem acusações específicas levantadas contra qualquer um deles. Portanto, constatou-se que a listagem da LSK não continha nenhuma acusação específica de que Mudavadi era culpado por justificar a lista negra.

## Vida pessoal
Mudavadi é casado com Tessie Mudavadi e eles têm três filhos; Moisés, Michael e Maryanne. Mudavadi é fã do time de futebol inglês Manchester United e do time queniano Leopardos AFC. Certa vez, ele serviu como patrono dos Leopardos da AFC. Além disso, ele também é um entusiasta do golfe e do rugby. Ele tem uma autobiografia publicada em 2019 intitulada “Musalia Mudavadi: Soaring Above The Storms of Passion”. Seu apelido na arena política queniana é Mdvd, também conhecido como Earthquake. Além disso, Mudavadi é um grande fã da velha escola de música country com Kenny Rogers e Dolly Parton sendo seus músicos favoritos.